# 賈公彥
賈公彥（生卒年不詳），唐州永年（今河北邯鄲市東北）人。唐朝儒家學者、經學家、《三禮》學專家。官至太常博士，撰有《周禮義疏》五十卷、《儀禮義疏》四十卷。

## 研究
賈公彥精通《三禮》，《周禮義疏》即是由其負責編撰。他選用鄭玄注本十二卷，匯綜諸家經說，擴大為《義疏》五十卷，體例上仿照《五經正義》。
《儀禮義疏》也是由賈公彥等編撰，依鄭玄之注，採用北齊黃慶、隋朝李孟愆兩家之疏，定為今本。

## 評價
- 清·乾隆《四庫全書總目提要》评曰：「公彦之疏，亦极博该，足以发挥郑学。朱子语录称五经疏中，《周礼疏》最好。」

### 負面
- 阮元在《儀禮注释校勘記序》中指出：「《仪礼》最为难读，贾疏文冗蔓，词意郁吝，不若孔氏《五经正义》之畅。」

## 延伸阅读
[在维基数据编辑]
 在维基文库阅读此作者作品
 《舊唐書·卷189上》，出自刘昫《舊唐書》